# Компьютерная команда экстренной готовности США
Компью́терная кома́нда э́кстренной гото́вности США (англ. United States Computer Emergency Readiness Team, US-CERT) — подразделение Национального управления кибербезопасности Министерства внутренней безопасности США, которое функционирует при поддержке специалистов университета Карнеги — Меллона.

## Описание
Созданная в сентябре 2003 года, US-CERT является партнёром Министерства внутренней безопасности США и предприятий государственного и частного сектора, предназначенным для координации реагирования на угрозы из Интернета. US-CERT рассылает своим партнёрам информацию о текущих вопросах безопасности, уязвимостях и эксплойтах, и работает с поставщиками программного обеспечения для создания патчей, устраняющих уязвимости в системах безопасности.

## Функции
US-CERT находится в составе Федерального центра управления инцидентами правительства США и выступает координатором по вопросам компьютерной безопасности США. Круг задач команды US-CERT включает в себя анализ компьютерных уязвимостей, купирование киберугроз, распространение информации о них и координация усилий во время экстренных ситуаций. 